# 후루야촌
후루야촌(古谷村)은 사이타마현 이루마군에 있던 촌이다.

## 역사
- 1889년 4월 1일 - 정촌제 시행에 의해 이루마군 후루야촌이 성립하였다.
- 1955년 4월 1일 - 가와고에시에 편입되었다.

## 세이부 오미야선
1902년부터 1940년까지 가와고에쿠보마치역과 오미야역을 연결하던 노면전차로, 촌내에는 후타니카미에 니노세키, 누마바타, 쿠로스, 시바지의 각 정류장이 설치되었다(정류장 이름은 후타니카미에의 소아자 등). 